# Johann Jakob Heckel
Johann Jakob Heckel (Mannheim, 23 gennaio 1790 – Vienna, 1º marzo 1857) è stato uno zoologo austriaco.

## Biografia
Sebbene non fosse un biologo formalmente istruito, lavorò lo stesso per diventare il direttore della Collezione dei Pesci presso il Naturhistorisches Museum di Vienna. Egli non era un viaggiatore o un esploratore come gli scienziati del tempo, faceva tutto da Vienna, dove gli esemplari gli venivano forniti da altri, come Karl Alexander Hügel, Joseph Russegger e Theodor Kotschy. I pesci era la sua specialità preferita, infatti lavorò a lungo con i più grandi ittiologi del suo tempo, tra cui Cuvier, Valenciennes, Bonaparte, Müller e Troschel.
Nei settori della sistematica e della tassonomia, ha contribuito notevolmente nelle indagini sui ciprinidi, dove scrisse più di 60 opere, di cui la più notevole era "I pesci d'acqua dolce della monarchia danubiana austriaca". Ha lavorato su quest'opera per più di 24 anni ma morì prima della sua conclusione, molto probabilmente per essersi infettato con batteri da una balena morta.

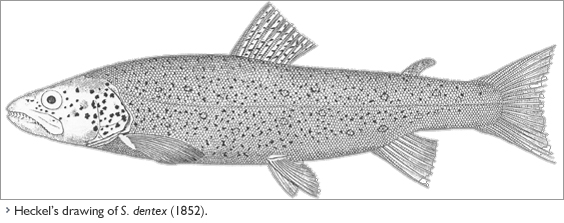
Salmo dentex scoperto da Heckel

## Opere
- Cyprinen, Scaphirhynchus und andere ichthyologica (1836–1840), con Johann Natterer.
- Fische aus Caschmir, (1838), con Karl Alexander Hügel.
- Die Süßwasserfische der österreichischen Monarchie, mit Rücksicht auf die angränzenden Länder bearbeitet (con 204 xilografie) con Rudolf Kner (1858).[3]
- Beiträge zur kenntniss der fossilen fische Österreichs, (1856)
- Neue Beiträge zur Kenntniss der fossilen Fische Österreichs, (1861), con Rudolf Kner.[4]